# KISS Unplugged DVD
KISS Unplugged DVD är en video med gruppen Kiss, släppt 1996. Det är en video då både nya och gamla bandmedlemmar medverkar: Gene Simmons, Paul Stanley, Bruce Kulick och Eric Singer, samt Originalmedlemmarna Ace Frehley och Peter Criss.
Ace Frehley  sjunger 2000 Man och Peter Criss sjunger Beth, samt Nothin' to Lose med Eric Singer. I Nothin' to Lose och Rock and Roll All Nite spelar alla sex på scen. Albumet KISS Unplugged gjordes också.

## Låtlista
1. Intro
2. Comin’ Home
3. Plaster Caster
4. Goin' Blind
5. Do You Love Me
6. Domino
7. Got To Choose
8. Sure Know Something
9. A World Without Heroes
10. Rock Bottom
11. See You Tonight
12. I Still Love You
13. Every Time I Look at You
14. 2000 Man
15. Beth
16. Nothin' to Lose
17. Rock and Roll All Nite

## Medlemmar
- Gene Simmons - sång, elbas
- Paul Stanley - sång, gitarr
- Eric Singer - trummor, sång
- Bruce Kulick - gitarr
- Peter Criss - trummor, sång
- Ace Frehley - gitarr, sång